# Řád za zásluhy (Ukrajina)
Řád za zásluhy (ukrajinsky: Орден «За заслуги») je státní vyznamenání Ukrajiny založené roku 1996. Udílen je prezidentem Ukrajiny za mimořádné úspěchy v oblasti ekonomiky, vědy, kultury a politiky stejně jako za úspěchy vojenské.

## Historie a pravidla udílení
Řád navazuje na první vyznamenání nezávislé Ukrajiny na Čestnou cenu prezidenta Ukrajiny. Ta byla založena ukrajinským prezidentem Leonidem Kravčukem 18. srpna 1992. Čestná cena byla dne 22. září 1996 prezidentem Leonidem Kučmou zákonem č. 870/96 přeměněna na Řád za zásluhy mající tři třídy. Po založení Řádu za zásluhy nebyla Čestná cena již dále udílena. Dříve ocenění Čestnou cenou prezidenta Ukrajiny mohou užívat oficiální titul Rytíři Řádu za zásluhy, jsou považováni za vyznamenané Řádem za zásluhy III. třídy a zachovávají si právo nosit insignie Čestné ceny prezidenta Ukrajiny, které jim byly uděleny.

## Pravidla udílení
Řád je udílen prezidentem Ukrajiny občanům Ukrajiny za mimořádné úspěchy v oblasti ekonomiky, vědy, kultury a politiky stejně jako za úspěchy vojenské. Obvykle je udílen nejnižší stupeň s možností pozdějšího povýšení, zpravidla ne dříve než tři roky od předchozího udělení.
Řád může být udělen i cizím státním příslušníkům či osobám bez státní příslušnosti. V těchto případech se neudílí vždy nejnižší třída řádu, ale udělená třída odpovídá postavení vyznamenávané osoby. Řád I. třídy se udílí zahraničním hlavám suverénních států, předsedům vlád a parlamentů či ministrům. Řád II. třídy se udílí méně významným politikům či velvyslancům působícím na Ukrajině. Řád III. třídy se udílí pracovníkům velvyslanectví či předním vědcům, umělcům, podnikatelům a dalším významným osobám.
Titul náležející držitelům Řádu za zásluhy libovolné třídy zní Rytíř Řádu za zásluhy.
Řád může být udělen i posmrtně. V určitých případech, například odsouzení vyznamenané osoby za trestný čin, může být proviněnému řád odebrán. Po smrti vyznamenaného zůstávají řádové insignie dědicům zemřelého.

## Třídy
Řád je udílen ve třech řádných třídách:
- I. třída – Řádový odznak je nošen na stuze kolem krku. Řádová hvězda se nosí nalevo na hrudi.
- II. třída – Řádový odznak se nosí zavěšen na stuze nalevo na hrudi. Řádová hvězda této třídě již nenáleží.
- III. třída – Řádový odznak se nosí zavěšen na stuze nalevo na hrudi.

## Insignie
Řádový odznak I. třídy o velikosti 55 mm je vyroben ze stříbra a má tvar kříže s rameny zakončenými paprsky o různé délce. Konce ramen jsou pozlacené. Uprostřed je stříbrný kulatý medailon. V medailonu je kříž s karmínovými rameny. Uprostřed kříže je pozlacený věnec spletený z dubových a vavřínových větviček. Uvnitř věnce je státní znak Ukrajiny. Zadní strana je hladká s vyraženým sériovým číslem.
V případě II. třídy se řádový odznak liší od odznaku I. třídy pootočením pozlacených paprsků, které tak směřují jiným směrem než ramena karmínového kříže. V případě III. třídy pozlacené paprsky zcela chybí. Velikost odznaku II. a III. třídy je 50 mm. Odznak je připojen k obdélné kovové destičce (45 × 28 mm) potažené stužkou.
Řádová hvězda je z pozlaceného stříbra a má tvar osmicípé hvězdy o průměru 77 mm. Uprostřed je kulatý medailon se zlatým trojzubcem na světle modře smaltovaném pozadí, odpovídající tak malému státnímu znaku. Okolo je zlatě lemovaný karmínově smaltovaný kruh se zlatým nápisem v cyrilici За заслуги • Україна. Celý medailon je položen na stříbrný osmiúhelník s květinovým motivem.

Stuha je vyrobena z hedvábného moaré karmínové barvy vpravo se dvěma úzkými proužky v modré a žluté barvě. Proužky odpovídají barvám státní vlajky. Stuha je v případě I. třídy široká 30 mm s proužky o šířce 2 mm. U II. a III. třídy je stuha široká 28 mm s proužky o šířce 2 mm. Pokud je řád II. nebo III. třídy udělen příslušníkům ozbrojených sil Ukrajiny, pohraniční stráže či Národní gardy, jsou na stuze dva zkřížené meče.

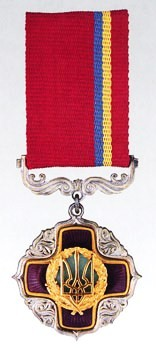
Čestná cena Prezidenta Ukrajiny udílená v letech 1992–1996
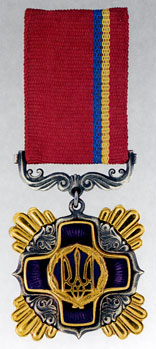
Řád za zásluhy II. třídy
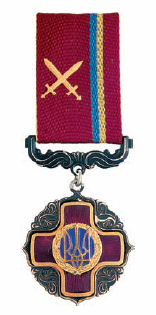
Řád za zásluhy III. třídy s meči
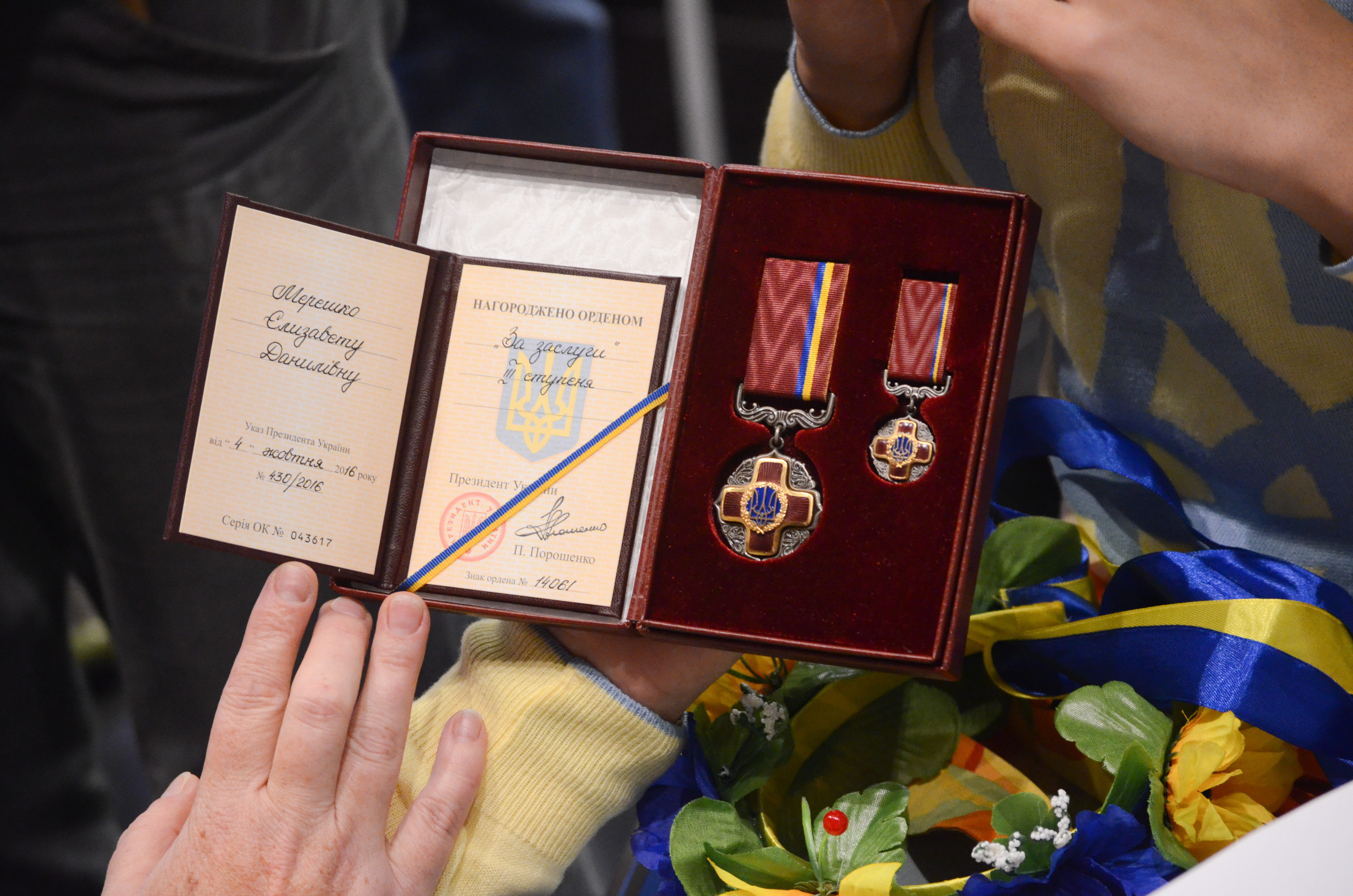
Řád III. třídy